# Jesu uppståndelse

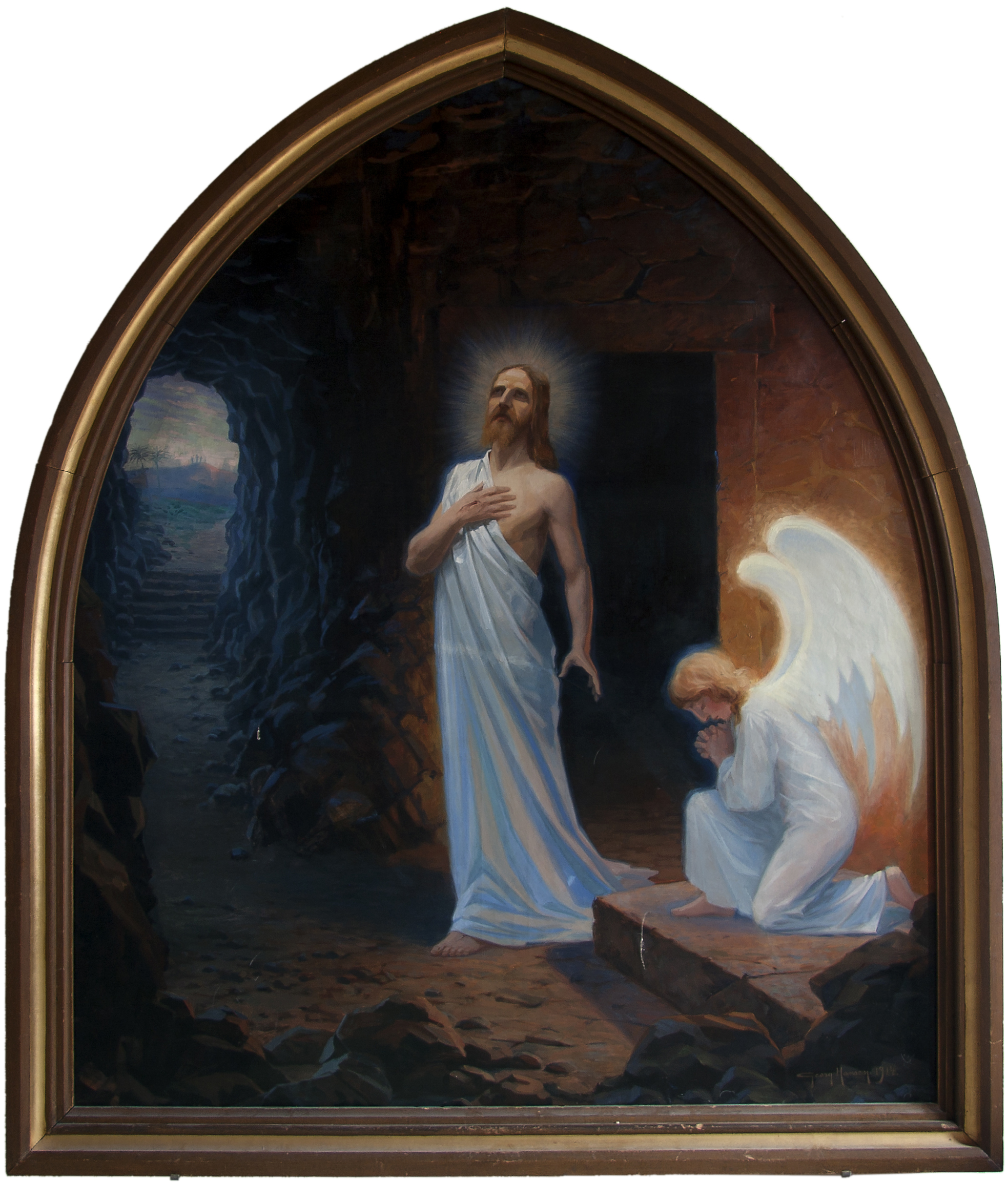
Jesu uppståndelse illustrerad på en altartavla i Hässleholms kyrka.

Jesu uppståndelse är en omvittnad, men ej historiskt säkerställd, händelse, en söndag på våren cirka år 33. Enligt bevarade vittnesbörd skall Jesus från Nasaret, även kallad Kristus, ha blivit avrättad genom korsfästelse och begravd i en uthuggen klippgrav. På den tredje dagen så ska vittnen ha observerat graven tom och Jesus levande. 
Händelsen är central i kristen tro där den traditionella teologiska tolkningen är att Jesus på detta sätt övervunnit döden: Jesus banade väg för att alla som tror på honom skall uppstå på samma sätt vid hans återkomst. I liberal kristendom kan uppståndelsen uppfattas som andlig eller symbolisk.
Jesu uppståndelse firas av kyrkan på Påskdagen.

## Händelseförlopp

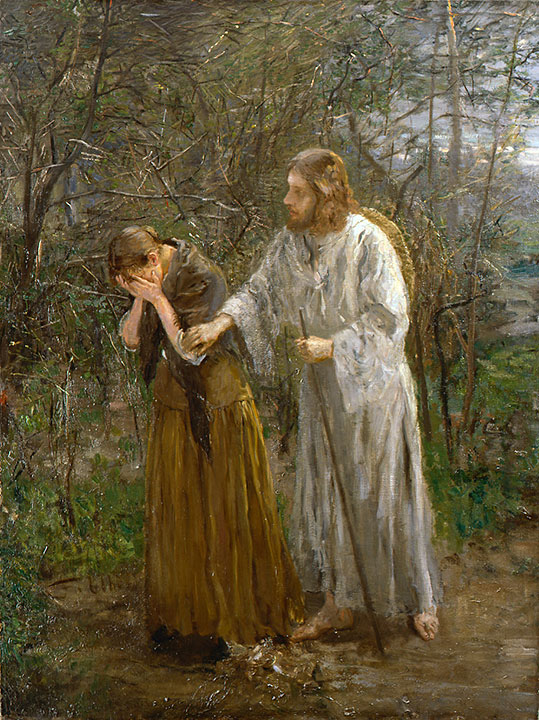
Jesus visar sig för Maria Magdalena

Jesus hade enligt källorna avrättats genom korsfästelse av den romerska armén och avlidit klockan 15 på fredagen ("nionde timmen", Mark 15:34-37). Han begravdes i en klippgrav och en stor kvarnstensliknande sten rullades för öppningen. Han begravdes innan sabbaten började och man inte längre fick arbeta, det vill säga före cirka klockan 18, och en vaktstyrka av romerska soldater sattes att vakta graven (Matt 27:62-66). På söndagsmorgonen, före gryningen, rullade en ängel undan stenen och vakterna blev så skräckslagna att de svimmade (Matt 28:1-4). En liten grupp kvinnor kom till graven med smörjelse för att fullborda begravningen, som blivit avbruten av sabbaten. De mötte ängeln och såg att graven var tom. Petrus och Johannes besökte därefter graven och konstaterade också att graven var tom (Joh 20:1-10).
Därefter visade Jesus sig flera gånger för sina lärjungar, först vid graven för Maria Magdalena och sedan för apostlarna (Joh 20:11-23). Det finns flera berättelser om hur han visade sig för olika lärjungar på olika platser. Han mötte ett par lärjungar på vandring till Emmaus, för vilka han förklarade att Gamla Testamentets profetior handlar om honom och han bröt bröd med dem (Luk 24:13-35). Han visade sig för apostlarna, som hade svårt att tro och trodde det var en ande. För att övertyga dem, visade han dem då sina händer och fötter och åt inför dem (Luk 24:36-43). Han visade sig särskilt för aposteln Tomas och övertygade honom om sin uppståndelse genom att erbjuda honom att röra vid hans sår (Joh 20:24-29). Han mötte några lärjungar när de fiskade i Galileen och bjöd dem på grillad fisk (Joh 21:1-23). Vid ett tillfälle visade han sig för över 500 lärjungar på en gång (1 Kor 15:6). Efter fyrtio dagar gjorde han sin himmelsfärd (Apg 1:1-11). Efter sin himmelsfärd visade han sig för Paulus (Apg 9:1-18) och Johannes (Upp 1:9-20), nu förhärligad i ett kraftigt ljussken.
Källorna beskriver händelsen på lite olika sätt, och det finns vissa svårigheter att komma fram till i vilken ordning de enskilda händelserna ägde rum. 

### Likhet och olikhet
Jesu kropp gick att identifiera som densamma som innan han dog, men den var också förändrad. 
Lärjungarna kände enligt berättelserna igen Jesus efter uppståndelsen. Kroppen var fortfarande fysisk, vilket lärjungarna konstaterade genom att röra vid honom (Joh 28:9; Luk 24:36-40; Joh 20:24-28) och att se Jesus äta (Luk 24:41-43). Han hade också kvar såren från korset (Joh 20:20, 24-28).
Samtidigt fanns skillnader. Det tog ofta en stund för lärjungarna att förstå vem Jesus var (Luk 24:13-31; Joh 20:14-16; 21:4-7) och han kunde dyka upp och försvinna trots att dörrarna var låsta (Luk 24:31, 36; Joh 20:19, 26).

## Teologisk betydelse

### Traditionell kristendom

#### Bibeln

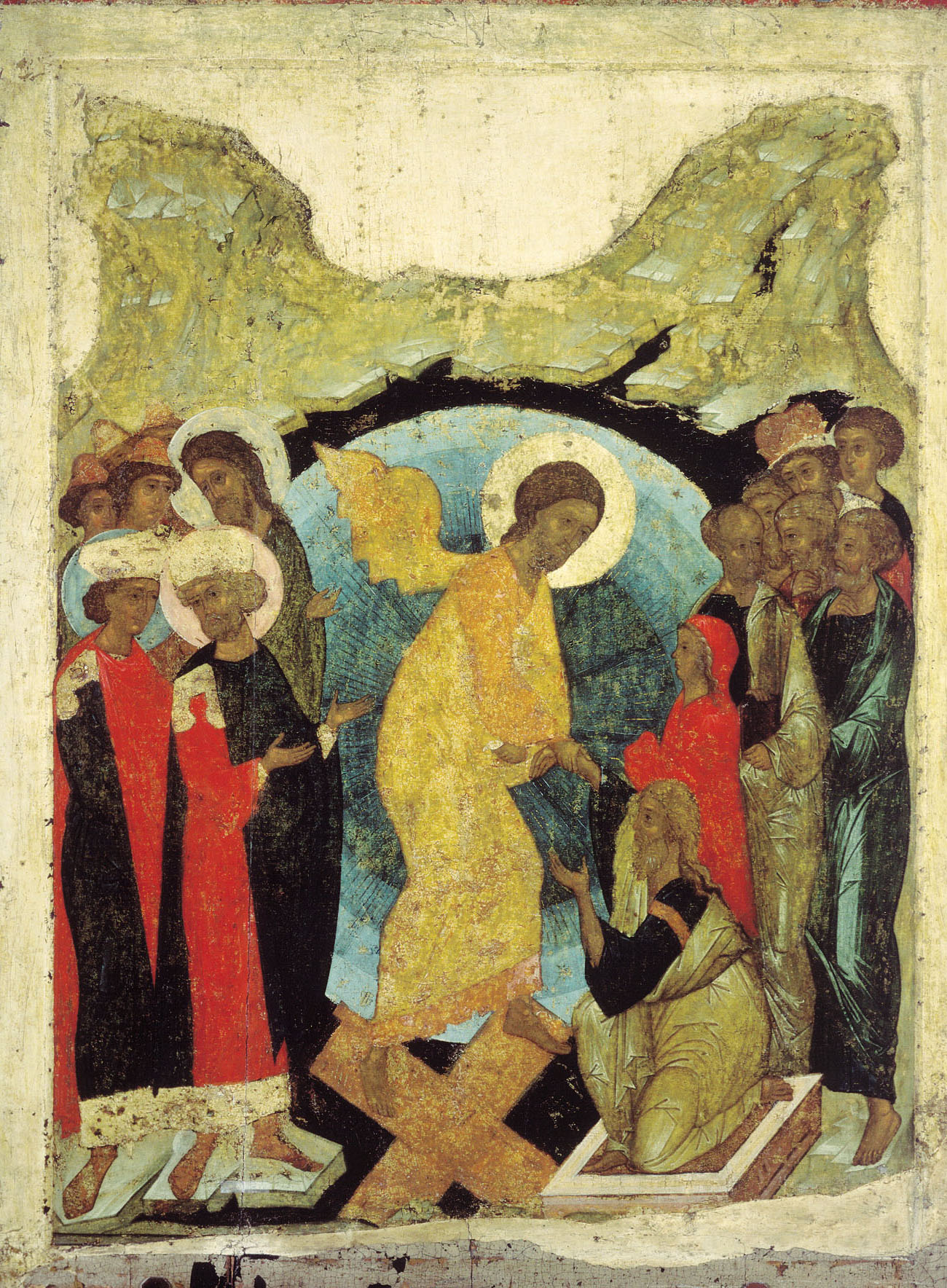
Ikon föreställande Jesu nedstigande i dödsriket.

Jesu kroppsliga uppståndelse har en mycket central roll i traditionell kristendom. Paulus beskriver Jesus som "förstfödd från de döda" (Kol 1:18), "förstlingen av de insomnade" (1 Kor 15:20). Jesus har med sin uppståndelse banat vägen och den som tror på Jesus, är döpt och är fylld av den Helige Ande, skall vid Jesu återkomst uppstå på samma sätt som han (1 Kor 15:20-23, 42-49; Rom 6:3-5; 8:9-11). Om Jesus inte uppstått, är den kristna tron meningslös (1 Kor 15:12-19, 29-34). 
Enligt Paulus kommer den troende vid uppståndelsen att bli lik Jesus (1 Kor 15:45-49). Den troendes kropp är densamma som tidigare, men samtidigt förändrad - på samma sätt som Jesu kropp. Paulus beskriver det som när ett frö sås - plantan är samma växt som fröet, men de är också väldigt olika (1 Kor 15:37-38). Det förgängliga skall kläs i oförgänglighet (1 Kor 15:53-54). Kött och blod skall i någon mening förandligas (1 Kor 15:44-52). Det är dock för Paulus fortfarande kroppen som uppstår (Rom 8:10-11). Även Jesus betonar att han efter uppståndelsen har kött och ben och inte är en ande (Luk 24:36-43). För en kroppslig uppståndelse talar också vittnesbörnden om att Jesu grav var tom (Matt 28:6; Mark 16:6; Luk 24:3-6, 12; Joh 20:1-8).
Jesus kallade i förväg uppståndelsen för Jonas tecken: Så som profeten Jona hade varit i den stora fiskens buk i tre dygn, så skulle Jesus vara i jordens inre i tre dygn. Detta är det tecken människorna skulle få (Matt 12:38-40; Jon 2:1, 11). Uppståndelsen visar alltså, enligt Jesus, att han är den han sade sig vara.

#### Östortodox teologi
Enligt östortodox teologi är det döden som är mänsklighetens stora problem. Dödligheten gör att människan lättare frestas att synda. Det är alltså döden som behöver övervinnas. Detta skedde genom att Jesus genom inkarnationen förenade sig med människonaturen och själv underkastade sig dödligheten. Genom att Gud, som är odödlig, själv dog, besegrades döden och Jesus kunde uppstå. Genom Jesu förening med mänskligheten kan människan få liv och bli gudomliggjord (1 Kor 15:20-23).

#### Romersk-katolsk och protestantisk teologi
Inom romersk-katolsk och protestantisk teologi är det synden som är huvudproblemet. När de första människorna syndade, kom döden över mänskligheten (1 Mos 2:17). Det är alltså synden som behöver besegras. Detta gjorde Jesus på korset, när han frambar sig själv som ett syndoffer till Gud (Hebr 7:27; 9:11-28). När han på detta sätt försonat synden, besegrade han följaktligen även döden och kunde uppstå (Rom 5:12-21). Den som tror kan bli förlåten och rättfärdig, och så själv få evigt liv. Romersk-katolsk och protestantisk teologi är härvid starkt influerad av Augustinus.

#### Kristen apologetik
Jesu uppståndelse har också stor betydelse för kristen apologetik. Om Jesus har uppstått från de döda, finns det stora skäl att sätta tilltro till hans person och lära. Jesus säger själv att hans uppståndelse är det stora tecken mänskligheten skall få (Matt 12:38-40). En gren av kristen apologetik argumenterar därför för tillförlitligheten i berättelserna om Jesu uppståndelse.

### Liberal teologi
Inom liberalteologin har man en friare syn på uppståndelsen. Den behöver inte ses som en fysisk, kroppslig händelse, utan kan även förstås andligt eller symboliskt. Jesus visade sig i andlig bemärkelse och visade därmed att det finns ett evigt liv, där själen lever vidare, men inte nödvändigtvis kroppen. I postmodern teologi kan uppståndelseberättelserna uppfattas som skönlitterära eller poetiska framställningar, som den troende kan ha hjälp av i sin livstolkning.

## Källor

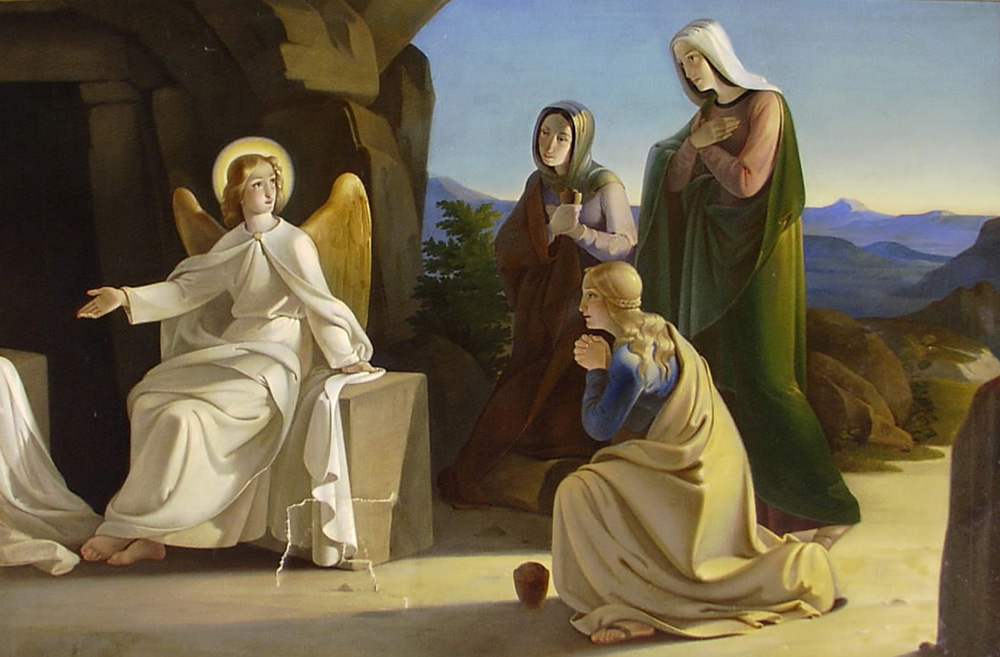
Kvinnorna vid graven

### Kanonbildningen
Under de första århundradena samlades de skrifter som utgör dagens Nya Testamente till en helhet. Avgörande var vilka böcker som ledde sitt ursprung tillbaka till apostlarna. Ett kriterium för att bedöma detta var att böckerna var spridda i kyrkan och allmänt använda som apostoliska, särskilt i de stora, gamla församlingar som hade apostolisk anknytning. Ett annat kriterium var att de stämde med det centrala i kyrkans tro, som också ansågs muntligt överlämnad från apostlarna. De texter som beskriver uppståndelsen (Matt, Mark, Luk, Joh, 1 Kor) har i kyrkan i princip aldrig varit ifrågasatta som oäkta.

### Handskriftsläget

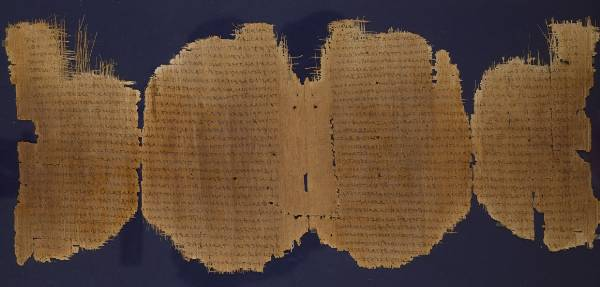
Bibelhandskrift från Lukas evangelium från 200-talet.

Det finns 5000 grekiska handskrifter bevarade från de tidiga århundradena. Det finns också ett stort antal handskrifter bevarade av tidiga översättningar. De två äldsta grekiska handskrifter som beskriver uppståndelsen dateras till c:a år 200.

## Historicitet
När det gäller historiciteten i Jesu uppståndelse, har forskare kommit till olika slutsatser. Många historiker accepterar som historiska fakta, att graven var tom och att lärjungarna fick någon slags förnimmelser som de tolkade som observationer av en uppstånden Jesus. Utifrån detta drar de dock olika slutsatser. En del forskare menar att den tomma graven och förnimmelserna av Jesus bör förklaras på naturliga sätt, andra menar att eventuella övernaturliga händelser visserligen inte kan uteslutas, men att de inte kan betraktas som historiska, eftersom historievetenskapen per definition inte kan bedöma övernaturliga fenomen, andra åter menar att uppståndelsen faktiskt bör betraktas som en historisk händelse. En ytterligare syn är den formhistoriska skolan, som menar att tron på Jesu uppståndelse växt fram successivt i den tidiga kyrkan.
Då vetenskapen och religionsfilosofin inte är enig, finns det skäl att här redovisa både kritiska och stödjande argument angående uppståndelsen:
| Kritiska argument | Stödjande argument (kristen apologetik) |
| Källorna | |
| Genrebestämning | |
| Bibelns texter är religiösa texter. De avser att uttala sig om en andlig verklighet och inte om historiska händelser. De uttrycker sig bildligt och allegoriskt. Jesu uppståndelse skall ses som något andligt (1 Kor 15:44-50) och kan därför inte studeras historiskt. (Liberalteologi) | Bibelns författare markerar ibland att de uttrycker sig bildligt, till exempel i Jesu liknelser (Matt 13:13-17). När det gäller Jesu uppståndelse markeras tvärtom det historiska: Lukas och Johannes lyfter fram hur Jesus försökte övertyga lärjungarna om att han uppstått kroppsligt (Luk 24:36-46; Joh 20:20, 24-29). Paulus argumenterar för att en historisk uppståndelse är helt avgörande för den kristna tron (1 Kor 15:2-3, 14-15, 17-19). Texterna avser alltså att både redogöra för en historisk händelse och för dess andliga betydelse. (Traditionell kristendom) |
| Datering | |
| Det finns argument för en senare datering av evangelierna. (Se Bibelvetenskap.) | Det finns argument för en tidigare datering av evangelierna. (Se Bibelvetenskap.) |
| Tillförlitlighet | |
| Texterna är flera decennier yngre än händelserna, och ännu mer om evangelierna bör dateras senare. På denna tid kan många legender och myter ha utvecklats. Jämför viskleken. (Formhistoriska skolan) | På Jesu tid var muntlig tradition en levande form för bevarande och vidareförande av information, det vill säga man lärde sig saker utantill och förde det vidare oförändrat. Så uttrycks det till exempel i vittnesbördet om uppståndelsen i 1 Kor 15:3 "jag meddelade er ... vad jag själv hade tagit emot". 1 Kor 15:3-7 har karaktären av en fast formulerad trosbekännelse, varför den sannolikt går betydligt längre tillbaka i tiden än 25 år efter uppståndelsen. Inom den tid texterna kom till på, levde fortfarande de flesta ögonvittnen, och de hade kunnat protestera om man påstod något felaktigt. Paulus hänvisar till detta i 1 Kor 15:6. Berättelserna saknar sådana överdrivna drag som är vanliga i legender. Istället är de, bortsett från änglarna vid graven, mycket vardagliga och enkla. |
| Evangeliernas berättelser om Jesus kan vara influerade av antika uppståndelseberättelser, som exempelvis Osiris eller Apollonios från Tyana. | De antika myterna är inte särskilt lika och handlar till exempel inte om en människas kroppsliga uppståndelse till evigt liv. I Osirisberättelsen samlar den döde guden Osiris hustru Isis hans skingrade kroppsdelar och sammanfogar dem. Hon lyckas kortvarigt återuppväcka honom, så att hon kan bli gravid med honom, men sedan mumifieras han. I Apollonios-berättelsen beskrivs hur Apollonios tas upp till en högre värld. Flera antika berättelser som liknar Evangeliernas Jesus är senare belagda än Jesus. Apollonios-berättelsen är till exempel daterad till tidigast år 217. Påverkan kan alltså istället ha gått åt andra hållet. Evangelierna är framför allt inspirerade av Gamla Testamentet (1 Kung 17:17-24; Ps 16:9-11; Jes 25:8; Jes 53:10-12; Hes 37:1-14). |
| Partiskhet? | |
| Jesu uppståndelse är endast omvittnad i kristna källtexter. Det finns alltså risk att de är partiska. | De som sett den uppståndne Jesus (Paulus, Apg 9) har blivit kristna. Det förklarar varför det inte finns några ickekristna texter som vittnar om uppståndelsen. |
| Kanonbildningen | |
| Under de första århundradena rensade kyrkan ut skrifter som inte stämde med dess teologi. | Det har alltid varit viktigt för kyrkan att dess grundläggande texter går tillbaka till apostlarna, det vill säga Jesu närmaste lärjungar. Apostlarna av ögonvittnen (Luk 1:2; Apg 1:22) men också utlovade den Helige Andes vägledning (Joh 16:13). En möjlighet att vinna inflytande i kyrkan med andra läror var därför att falskt tillskriva en text apostoliskt ursprung. Sådana textern kallas pseudepigrafer - den tidens fake news. Kanonbildningen gick ut på att rensa bort sådana falska skrifter. De texter som beskriver uppståndelsen (Matt, Mark, Luk, Joh, 1 Kor) har i kyrkan i princip aldrig varit ifrågasatta som oäkta. Irenaeus av Lyon (100-talet) anförde även den apostoliska successionen (att kyrkans biskopar under 150 år varit tillsatta i obruten följd tillbaka till Jesus) som ett argument för att kyrkan från Jesus bevarat den tro (och därmed de böcker) som går tillbaka till apostlarna. |
| Handskriftsläget | |
| Det finns inga originalhandskrifter bevarade. De äldsta handskrifterna är över hundra år yngre än originalen. | Det finns avsevärt mycket fler handskrifter från Nya testamentet än från några andra händelser från samma tid, som beskriver händelser som anses historiskt belagda. Många historiska verk från antiken finns bevarade endast i ett fåtal exemplar, och mycket har också gått förlorat. |
| Under den tid som gått mellan att texterna författats och de bevarade handskrifterna skrevs, kan många avskrivningsfel ha uppkommit. Det finns många skillnader i de bevarade handskrifterna. | Skillnaderna mellan handskrifterna har ingen betydelse för några väsentliga läror, inte heller för vittnesmålen om uppståndelsen. |
| Jesu existens | |
| Jesus kanske inte ens har existerat. (Se ahistoriska hypotesen.) | Detta är en ovanlig ståndpunkt. De allra flesta historiker drar slutsatsen att han gjort det. |
| Begravningen | |
| En del forskare ifrågasätter berättelsen om Josef från Arimaea och Jesu begravning och ser dem som senare tillägg. Romarnas metoder vid korsfästelse innefattade att kroppen hängde kvar på korset som en del av bestraffningen. | Bibelns författare beskriver hur förfarandet med Jesu döda kropp avvek från det normala. Eftersom det var påsk bad de judiska ledarna att kropparna skulle tas ner (Joh 19:31). Pilatus tycks ha haft viss respekt för judiska seder och brukade bland annat frige en fånge vid påsk (Joh 19:39). Pilatus beskrivs som positivt inställd till Jesus (Matt 27:11-26) och han gjorde andra kontroversiella saker med honom (Joh 19:19-22). Josef från Arimatea var högt uppsatt och kan tänkas ha haft mer inflytande än många andra (Mark 15:43). Det är därför inte osannolikt att Pilatus kan ha gjort det undantag som Bibeln beskriver och lämnat ut kroppen (Mark 15:45). |
| Skendödshypotesen | |
| Jesus kanske inte dog på korset, utan var bara skendöd och kvicknade sedan till i den svala graven. | Romerska soldater var experter på att döda folk. Johannes vittnar om att Jesu sida stacks upp av en lans (Joh 19:34), vilken alltså måste ha penetrerat inre organ. Ut kom då blod och vatten (v. 34), vilket tyder på att cirkulationen upphört. Hur skulle en nästan död person ha kunnat rulla undan stenen och övermanna vakterna? Jesus gav lärjungarna intrycket att han övervunnit döden, inte att han var i akut behov av sjukvård. |
| De flesta lärjungar hade flytt (Mark 14:50) och det var få av dem som verkligen bevittnade Jesu död. | Jesu död bevittnades av Jesu mor Maria, hennes syster Maria, Maria Magdalena, och Johannes. |
| Den romerske befälhavaren var positivt inställd till Jesus och ville kanske försöka rädda hans liv (Luk 23:47). Detsamma gällde Pontius Pilatus (Matt 27:19-24). | Befälhavaren kom till denna slutsats efter Jesu död (Luk 23:44-47). |
| Doketism | |
| Under den första kristna tiden fanns det en lära om att Jesus var en ande, som inte blev människa, utan det såg bara ut så (doketism - δοκέω, dokéo [grekiska], "se ut som"). Han korsfästes och dog inte heller, utan det såg bara ut så. Om han inte dog, kunde han följaktligen inte heller uppstå. | I kanonbildningsprocessen (se ovan) slog kyrkan vakt om de skrifter som går tillbaka till apostlarna. De redogör för ögonvittnesskildringar om att Jesus var en människa, och att han kroppsligen led och dog. |
| Islam | |
| Även i Muhammeds uppenbarelse i Koranen sägs att det bara såg ut som om Jesus korsfästes och dog, men att så inte var fallet (Sura 4:157). | Bibelns texter, skrivna några decennier efter händelsen, och med anspråk på att vara ögonvittnesskildringar av ett flertal personer, bör bedömas som mer trovärdiga än en enskild persons uppenbarelse 600 år senare. |
| Den tomma graven | |
| Både judarnas ledare och Jesu lärjungar var enligt källorna överens om att graven var tom på söndagsmorgonen (Matt 28:11-15). | |
| Lärjungarna kan ha rövat bort den döda kroppen (de judiska ledarnas förklaring enligt Matt 27:62-66; 28:11-15). | Lärjungarna saknade motiv att göra detta - de skulle inte få tillbaka sin mästare levande. Lärjungarna hade inte förstått att Jesus skulle uppstå (Mark 9:31-32; Luk 24:25-26, 41), och hade därför inget incitament att simulera detta. Lärjungarna hade sannolikt inte förmåga att övermanna de romerska soldaterna. |
| De judiska ledarna eller de romerska soldaterna kan ha rövat bort den döda kroppen. | Inte heller dessa hade motiv. Om de hade haft den döda kroppen, hade de kunna ta fram den och effektivt döda alla rykten om en uppståndelse. |
| Vittnesbörden om möten med den uppståndne Jesus Vittnesbördens kvalitet | |
| Bara Jesu lärjungar har sett honom uppstånden. Vittnesbörden är alltså partiska och därför inte trovärdiga. | När Paulus fick möta den uppståndne Jesus var han inte lärjunge, utan var istället verksam med att förfölja lärjungarna (Apg 9). |
| Berättelserna är delvis motsägande och delvis svåra att förena. Enligt 1 Kor 15:5 visade Jesus sig till exempel först för Petrus (Kefas), men enligt Joh 20:11-18 först för Maria Magdalena. | Berättelserna har en direkt och oredigerad karaktär. Man får intrycket att man velat bevara vittnesbörden så oförändrade som möjligt. Det faktum att de innehåller mindre skillnader visar snarare att lärjungarna inte pratat ihop sig om en lögn, och att berättelserna inte redigerats samman i efterhand. |
| Lärjungarna kan ha misstagit andra personer för att vara Jesus. | Lärjungarna kände Jesus väl sedan tidigare. De såg nu Jesus vid ett flertal tillfällen (Apg 1:3), på nära håll, samtalade med honom (Luk 24:13-49; Joh 20:11-23; 21:9-22) och rörde vid honom (Matt 28:9; Luk 24:37-39; Joh 20:27-28). |
| Lärjungarna kan ha hallucinerat på grund av psykisk ohälsa eller droganvändning. | Inget sådant framkommer i texterna. Hallucinationer ger individuella upplevelser, men här omvittnas att ett flertal personer upplevt samma sak. |
| Lärjungarna kan ha ljugit om uppståndelsen. När det gått tillräckligt med prestige i något, eller om det sociala trycket är tillräckligt stort, kan man till och med offra sitt liv. | Vad hade de för skäl att ljuga? De hade inte fått sin mästare tillbaka. Istället fick de offra sina liv som martyrer för vittnesbördet. |
| Kyrkans existens | |
| Kyrkan kan ha kommit till genom att legender börjat spinnas kring den döde Jesus (Formhistoriska skolan). | Kyrkans existens vittnar om att något radikalt inträffade, som vände de förtvivlade och uppgivna lärjungarna till frimodiga och glada vittnen om en uppstånden Herre (Apg 2). |
| Svepeduken i Turin | |
| I Turin finns en duk med en avbildning av en korsfäst man i naturlig storlek i helfigur, fram- och baksida. Kyrkan vårdar den som Jesu svepning. Många vetenskapliga studier har gjorts på den, men inga säkra slutsatser om dess ursprung och uppkomst har kunnat dras. Om textilien är äkta, vittnar den som minst om hur korsfästelse gick till vid Jesu tid, och kan eventuellt även säga något om Jesu uppståndelse. | |
| Textiliens första säkra historiska belägg är från 1300-talet. Tre kol-14-dateringar, gjorda 1988, drog slutsatsen att textilien är från 1200- eller 1300-talen. Om detta är korrekt, så är duken inte Jesu svepning. | 1981 kom en studie fram till att avbildningen innehåller tredimensionell information. Bilden utgörs av förändringar inne i själva fibrerna. Bilden är inte framställd med någon känd avbildningsteknik, det saknas till exempel färgpigment. Duken har varit i kontakt med en kropp och det finns bland annat äkta blodfläckar. Detta kan dock inte förklara bildens uppkomst. Studien finner ingen vetenskaplig förklaring till hur bilden kan ha uppkommit och rekonstruktionsförsök har misslyckats. Andra forskare menar att bilden kan ha strålats in i tyget, bland annat från benstommen (autoradiografi), vilket kan förklara varför fingrarna ser så långa ut. Forskare menar sig ha funnit pollen, och även annat växtmaterial, på textilien. De menar också att sådana växter växer i Jerusalemtrakten. Spekulationer finns om att bilden kan ha uppkommit genom att kraft strålade ut från Jesus vid uppståndelsen. |

### Värdering av evidensen
| Kritiska argument | Stödjande argument (kristen apologetik) |
| Döda uppstår inte. Alltså kan inte heller Jesus ha uppstått. Iakttagelserna måste förklaras på andra sätt. | Argumentet är ett induktionsbevis, som är en filosofiskt sett ogiltig argumentationstyp. Bara för att man sett 99 vita svanar, kan man inte vara säker på att även den hundrade också är vit. Jesu uppståndelse kan vara "den hundrade svanen", som visar att döda visst kan uppstå. |
| Eftersom den beskrivna händelsen är så ovanlig, är evidensen inte tillräcklig för att det skall anses vetenskapligt belagt att Jesus faktiskt uppstått. För detta skulle krävas användning av vetenskapliga metoder med högre grad av tillförlitlighet, såsom exempelvis randomiserad kontrollerad studie. Detta gäller i synnerhet som en slutsats i frågan skulle ha stora implikationer för frågan om Guds existens och Jesu anspråk. | Det är inte möjligt att komma åt den aktuella händelsen med metoder med högre grad av tillförlitlighet. Det bör dock inte vara ett tillräckligt skäl att avfärda händelsen - i synnerhet som den, om den är sann, innebär långtgående fördelar i form av möjlighet till gemenskap med Gud och evigt liv. Samtidigt har - om man bortser från händelsens ovanliga karaktär - få, om några, antika händelser högre grad av evidens. |

### Allmänt
- Craig, William Lane (1994) (på engelska). Reasonable faith: Christian truth and apologetics (Rev. ed.). Wheaton, Ill.: Crossway. Libris 6268503. ISBN 0-89107-764-2
- Gustavsson, Stefan (2000). Kristen på goda grunder: om sanning i en tid av tvivel (3. uppl.). Stockholm: SESG-media. Libris 7754768. ISBN 9186082906
- Holmberg, Bengt (2001). Människa och mer: Jesus i forskningens ljus. Arcus teologi, 99-2599276-1. Lund: Arcus. Libris 8381797. ISBN 9188552330

### Uppståndelsen
- Copan, Paul & Tacelli, Ronald K., red (2000) (på engelska). Jesus' resurrection - Fact or figment?: A debate between William Lane Craig & Gerd Lüdemann. Downers Grove, Illinos: InterVarsity Press. ISBN 0-8308-1569-4
- Gustavsson, Stefan (2015). Skeptikerns guide till Jesus 2 Om Jesu identitet och uppståndelse. Stockholm: Credoakademin. Libris 17741527. ISBN 9789186415167
- Strobel, Lee; Naylor Anna-Karin (2002). Fallet Jesus: fakta och indicier : en reporters personliga granskning. Örebro: Libris. Libris 8549211. ISBN 91-7195-603-4
- Wright, N. T. (2003) (på engelska). Christian origins and the question of God. Vol. 3, The resurrection of the son of God. London: SPCK. Libris 8900825. ISBN 0-281-05551-3

### Bibelvetenskap
- Gerhardsson Birger, Hartman Lars, red (1989). En bok om Nya testamentet (5., [rev. och utök.] uppl.). Malmö: Liber. Libris 7272298. ISBN 9140610195
- Bultmann, Rudolf (1968). Jesus Kristus och avmytologiseringen. Tema, 99-0110911-6. Lund: Gleerup. Libris 660623
- Gustavsson, Stefan (2013). Skeptikerns guide till Jesus 1 Om evangeliernas trovärdighet. Stockholm: Credoakademin. Libris 14742643. ISBN 9789186415136
- Guthrie, Donald (1990) (på engelska). New Testament introduction. The master reference collection (4. rev. ed.). Downers Grove, Ill.: Inter-Varsity Press. Libris 5817580. ISBN 0-8308-1402-7
- Fornberg, Tord (2008). Det trovärdiga vittnet: en bok om Nya testamentet (2., omarb. uppl.). Skellefteå: Artos. Libris 10948835. ISBN 9789175803968

### Kanonbildning
- Blomberg, Craig L., The Historical Reliability of the New Testament, i: Craig, William Lane (1994) (på engelska). Reasonable faith: Christian truth and apologetics (Rev. ed.). Wheaton, Ill.: Crossway. Libris 6268503. ISBN 0-89107-764-2 s. 193-231.
- Metzger, Bruce M. (1987) (på engelska). The canon of the New Testament: its origin, development, and significance. Oxford: Clarendon. Libris 4625985. ISBN 0198261802 särskilt s. 251-254.